# Liste der Monuments historiques in Remilly-sur-Tille
Die Liste der Monuments historiques in Remilly-sur-Tille führt die Monuments historiques in der französischen Gemeinde Remilly-sur-Tille auf.

## Liste der Objekte
| Bezeichnung                        | Beschreibung                                       | Standort                                   | Kennzeichnung | Schutzstatus | Datum | Bild |
| ---------------------------------- | -------------------------------------------------- | ------------------------------------------ | ------------- | ------------ | ----- | ---- |
| Skulpturengruppe Mariä Himmelfahrt | Holz, Gips, 17. Jahrhundert, Bildhauer Jean Dubois | in der Kirche Nativité-de-la-Vierge (Lage) | PM21001842    | Classé       | 1914  |      |